# Nambu typ 94
Pistole typ 94 je japonská poloautomatická pistole používaná od roku 1934 do konce války. Od roku 1937 se účastnila bojů v Číně, potom již za druhé světové války obsazování Asie a Pacifiku. Byla uzpůsobená k používání munice 8 × 22 mm Nambu. Těchto zbraní bylo vyrobeno kolem 72 000.
Pistole 94 mohla při špatném uchopu zbraně vystřelit i bez stisknutí spouště. Na vině bylo odkryté táhlo spouště umístěné na levé straně zbraně.